# (13095) 1992 WY1
(13095) 1992 WY1 est un astéroïde de la ceinture principale d'astéroïdes découvert en 1992.

## Description
(13095) 1992 WY1 a été découvert le 18 novembre 1992 à Kushiro (Japon) par Seiji Ueda et Hiroshi Kaneda.

### Caractéristiques orbitales
L'orbite de cet astéroïde est caractérisée par un demi-grand axe de 2,31 UA, un périhélie de 2,11 UA, une excentricité de 0,09 et une inclinaison de 3,28° par rapport à l'écliptique. Du fait de ces caractéristiques, à savoir un demi-grand axe compris entre 2 et 3,2 UA et un périhélie supérieur à 1,666 UA, il est classé, selon la JPL Small-Body Database, comme objet de la ceinture principale d'astéroïdes.

### Caractéristiques physiques
(13095) 1992 WY1 a une magnitude absolue (H) de 14,5 et un albédo estimé à 0,166.